# Friedrich Karl Azzola
Friedrich Karl Azzola (* 4. Dezember 1931 in Cireșa, Ferdinand, Rumänien; † 6. Dezember 2014) war ein deutscher Chemiker und Historiker.

## Leben
Azzola entstammte einer Familie Siebenbürger Sachsen und wurde 1931 im Banat geboren. Seine Eltern führten ein Unternehmen der Holzwirtschaft. Nach Flucht im September 1944 kam die Familie nach Hessen. Er besuchte das Realgymnasium in Marburg, von dem er mit der Mittleren Reife abging, und absolvierte im Anschluss eine Lehre in einem holzverarbeitenden Betrieb. Im Oktober 1954 absolvierte er in Frankfurt das externe Abitur und nahm an der Universität Gießen ein Studium der Chemie auf. An der Technischen Hochschule Darmstadt wurde er 1965 zum Doktor promoviert.  Er war zunächst einige Jahre in der freien Wirtschaft tätig. Ab 1970 lehrte er an der Staatlichen Ingenieurschule für Maschinenwesen in Rüsselsheim Chemie und Werkstoffkunde für angehende Ingenieure. Nach Gründung der Fachhochschule Wiesbaden wurde er zum Professor ernannt. Dort lehrte er bis zu seiner Pensionierung im Jahr 1997 unter anderem auch in Geisenheim.
Ab den 1950er-Jahren widmete er sich in seiner Freizeit der wissenschaftlichen Erforschung der christlichen und weltlichen Ikonographie sowie der historischen Berufs- und Handwerkszeichen. Er verfasste mehr als 350 Publikationen in historisch-landeskundlichen Zeitschriften.

## Ehrungen
- 1982: Waldo-Wenzel-Plakette der Arbeitsgemeinschaft Friedhof und Denkmal der Arbeitsgemeinschaft Friedhof und Denkmal (gemeinsam mit Ernst Teichmann)[2]
- 1996: Verdienstkreuz am Bande der Bundesrepublik Deutschland
- 2009: Bürgerpreis der Gemeinde Trebur